# موزس کیپتانوی
موزس کیپتانوی (انگلیسی: Moses Kiptanui؛ زادهٔ ۱ اکتبر ۱۹۷۰) دونده اهل کنیا است.